# Новомихайловский (Красносельское сельское поселение)
Новомихайловский — посёлок в Выгоничском районе Брянской области, в составе Красносельского сельского поселения. Расположен в 2 км к западу от деревни Пильшино. Постоянное население с 2009 года отсутствует.

## История
Возник в 1920-х гг.; до 1930-х гг. в Пильшинском сельсовете, позднее в Красносельском сельсовете (в 1966—1979 гг. в Орменском).
| Годы      | 1926 | 1979 | 1989 | 2002 | 2010 |
| --------- | ---- | ---- | ---- | ---- | ---- |
| Население | 71   | 33   | 13   | 3    | 0    |